# 1083 Salvia
Az 1083 Salvia (ideiglenes jelöléssel 1928 BC) a Naprendszer kisbolygóövében található aszteroida. Karl Wilhelm Reinmuth fedezte fel 1928. január 26-án.